# Der Standard
Der Standard é um jornal liberal da Áustria. Der Standard foi fundado pelo Oscar Bronner em 1988.